# چاد لا تورت

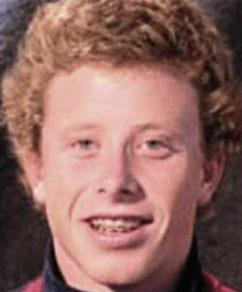
چاد لا تورت

چاد لا تورت (به انگلیسی: Chad La Tourette) (زادهٔ ۷ اکتبر ۱۹۸۸) شناگر اهل ایالات متحده آمریکا است.